# NGC 4771
NGC 4771 (również PGC 43784 lub UGC 8020) – galaktyka spiralna (Scd), znajdująca się w gwiazdozbiorze Panny. Odkrył ją William Herschel 24 lutego 1786 roku.